# Неделин, Геннадий Павлович
Геннадий Павлович Неделин (род. 20 мая 1938) — первый глава администрации Таймырского (Долгано-Ненецкого) автономного округа в 1991—2001 годах.

## Биография
Родился 20 мая 1938 года в с. Ключи Минусинского района Красноярского края, был вторым ребёнком в семье. Русский. Окончил Красноярский сельскохозяйственный институт по специальности «инженер-механик». Служил в рядах Советской Армии. С 1963 по 1971 год — работал в окружном комитете ВЛКСМ. В 1963 году получил удостоверение «Мастер уборки урожая 1963 года».

## Политическая деятельность

### На Таймыре
В марте 1990 г. был избран народным депутатом Красноярского краевого Совета.
Во время августовского путча — сторонник Бориса Ельцина. Получив Указы Президента РСФСР, распорядился незамедлительно передать их по окружному радио. Действия ГКЧП охарактеризовал как подготовку захвата власти в России.
22 декабря 1996 года переизбран главой администрации округа, получив 64,4 % голосов избирателей. Его основным соперником был депутат окружной Думы Г. Субботкин, за которого проголосовали лишь 11,8 % избирателей.
28 января 2001 года проиграл выборы уже в первом туре, набрав только 33,27 % голосов избирателей (у Александра Хлопонина — 63,1 %).

### В России
12 декабря 1993 года избран депутатом Совета Федерации от Таймырского (Долгано-Ненецкого) автономного округа. С 1996 по 2000 года — член Совета Федерации по должности. Недолгое время входил в Комитет по делам Федерации, Федеративному договору и региональной политике, затем — член Комитета по делам Севера и малочисленных народов.
С 1997 по 1998 года — член Совета директоров Российского акционерного общества «Норильский никель»

## Награды
- Орден Почёта (2 мая 1996) — за заслуги перед государством и многолетний добросовестный труд[2].
- Орден «Знак Почёта».
- Медаль «За доблестный труд. В ознаменование 100-летия со дня рождения Владимира Ильича Ленина».
- Благодарность Президента Российской Федерации (12 августа 1996) — за активное участие в организации и проведении выборной кампании Президента Российской Федерации в 1996 году[3].
- Почётная грамота Правительства Российской Федерации (20 мая 1998) — за большой личный вклад в социально-экономическое развитие Таймырского (Долгано-Ненецкого) автономного округа и многолетний добросовестный труд[4].